# Giacinto Cattoli
Giacinto Cattoli (Bologna, 1680 – Bologna, 1739) è stato un attore teatrale italiano.

## Biografia
Cattoli fu un attore drammatico, caratterizzatosi per una figura rozza e per la sua originale interpretazione di Arlecchino, che lui chiamò Tracagnino.
Spiritoso e agile, recitò tra l'altro sia al servizio del duca di Mantova, sia con una propria Compagnia, per il principe Antonio Farnese, successivamente duca di Parma.
Suo figlio Francesco (Parma 1703-Vicenza 1763) appartenne per più anni al teatro veneziano di San Luca, e fu anche lui un interprete gaio e svelto di Arlecchino, cui serbò il nome di Tracagnino, come si può anche rilevare dalle prime commedie goldoniane per lo stesso teatro, tra le quali si possono menzionare La cameriera brillante (1753).